# ベントレー・Sタイプ

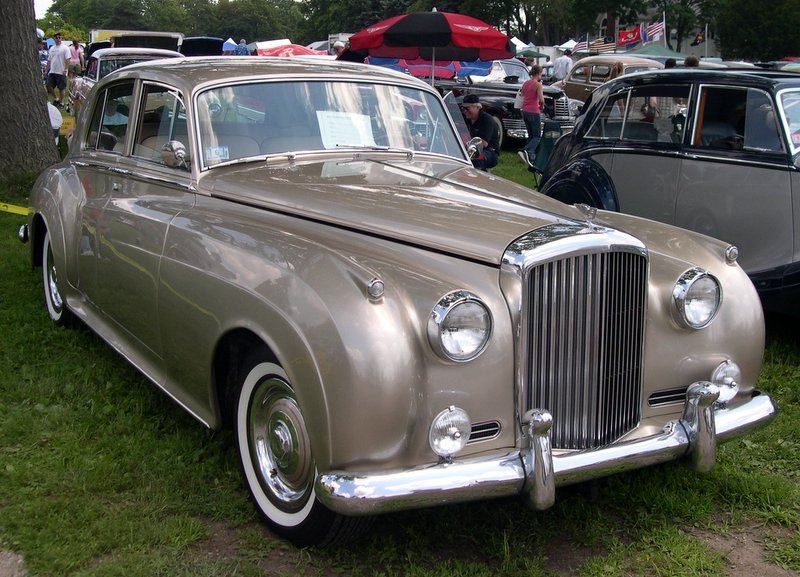
Sタイプ

Sタイプはイギリスのベントレーが1955年4月から1965年に製造した高級車である。
Rタイプの後継としてフルモデルチェンジを受け1955年に発売された。同時発売されたロールス・ロイス・シルヴァークラウドとは兄弟車であり、ここからエンジンも全く同じとなり、違いはコーチワークのみになった。

## ベントレーS1

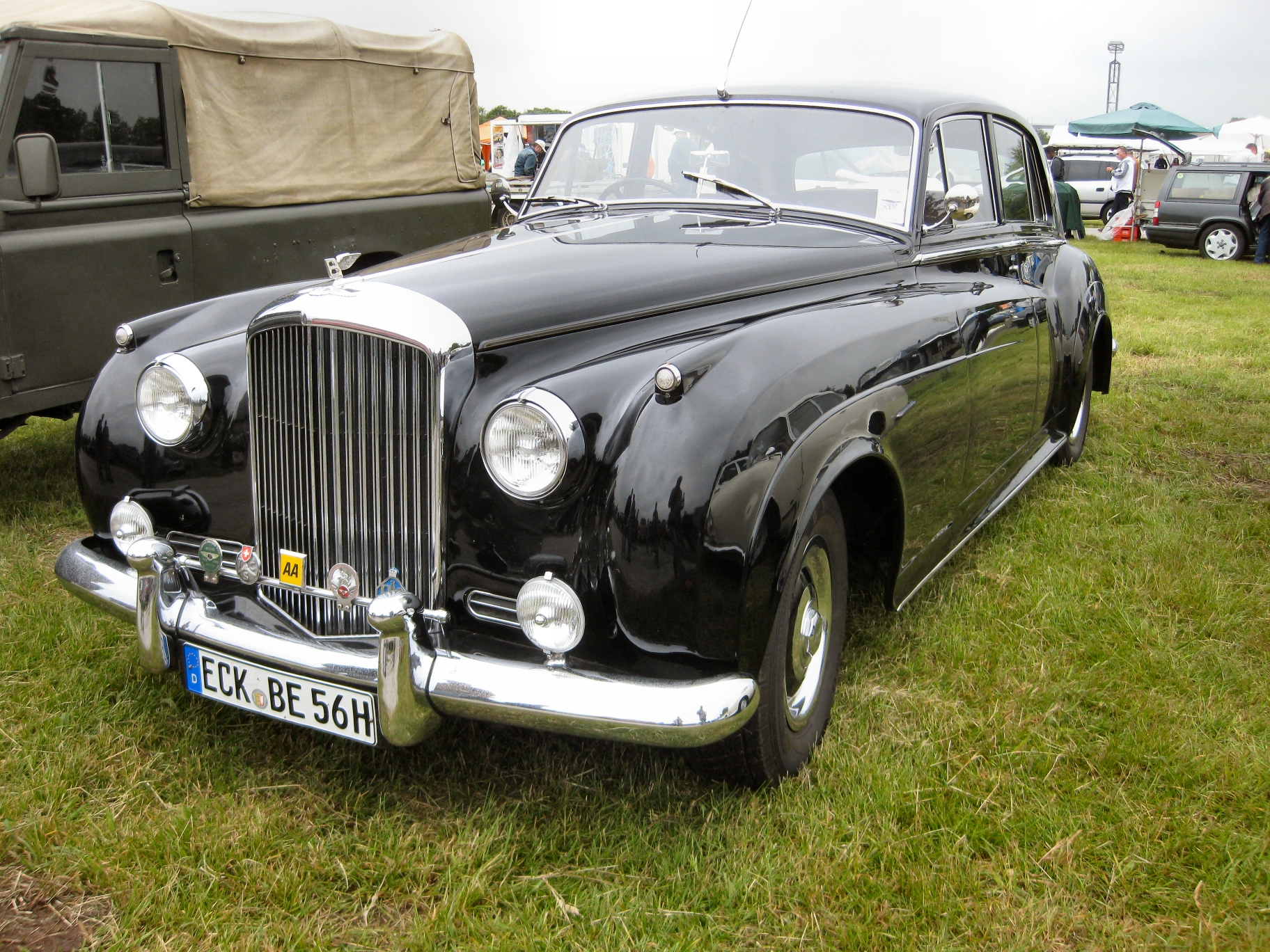
S1

シルヴァーレイスの4,887ccエンジンをベースに圧縮比を7.25に上げ、スキナーズ・ユニオン製ツインキャブレターを装備した。
フレームはオーソドックスなラダーフレームながらクロスメンバーの配置を全面的に見直した新設計で、ホイールベースは123in。
4ATなどメカニカルなコンポーネントはほとんどシルヴァーレイスからの流用。サスペンションはメカニズムに多少の強化が行なわれたが基本的にシルヴァードーンからの流用である。マニュアルトランスミッションの設定はなくなった。
ブレーキはホイール小径化に伴いドラム径が12¼inから11¼inに縮小されたため幅を2¼inから3inに拡大し、ドラム表面積は22％増えた。前が油圧、後がハイドロメカニカルで、メカニカルサーボ付き。前サーボ100％、後サーボ60％ペダル踏力40％。制動力配分は前1.23:後1。
ボディーはフェンダーがボディーと一体化、トランクルームもボディの一部となる等大幅に近代化された。重量は燃料22.7Lを入れて1,920kgあるが最高速度は170km/h、SS¼マイル18.8秒、0-100mph50.6秒である。
1956年にパワーステアリングがオプション設定された。
1957年対米輸出仕様から圧縮比が8に上げられ、これは後に全仕様共通となった。また127inのロングホイールベース版が追加され、同時にパワーステアリングが標準化された。
名称は、登場時には単に「Sタイプ」であったが、S2へのモデルチェンジ後に「S1」と呼ばれるようになった。
生産台数は3,072台でうちコーチビルド仕様が145台。ロングホイールベース仕様は35台でうちコーチビルド仕様が12台。Sコンチネンタルが431台で、うちボディH・J・ミュリナー製218台、パークウォード製185台、ジェームズ・ヤング製20台、フーパー製6台、グレーバーとフラネイ製が各1台。ユーザーの多くはスタンダードスチールボディと社内クラフトマンによる内装に満足し、高価なコーチビルド仕様はRタイプ時代と比較しほぼ半減してマニアックな存在となり、またボディの近代化に伴いデザイナーの個性発揮の余地も少なくなっており、コーチビルダーは廃業もしくは経営方針の転換を迫られた。

## ベントレーS2

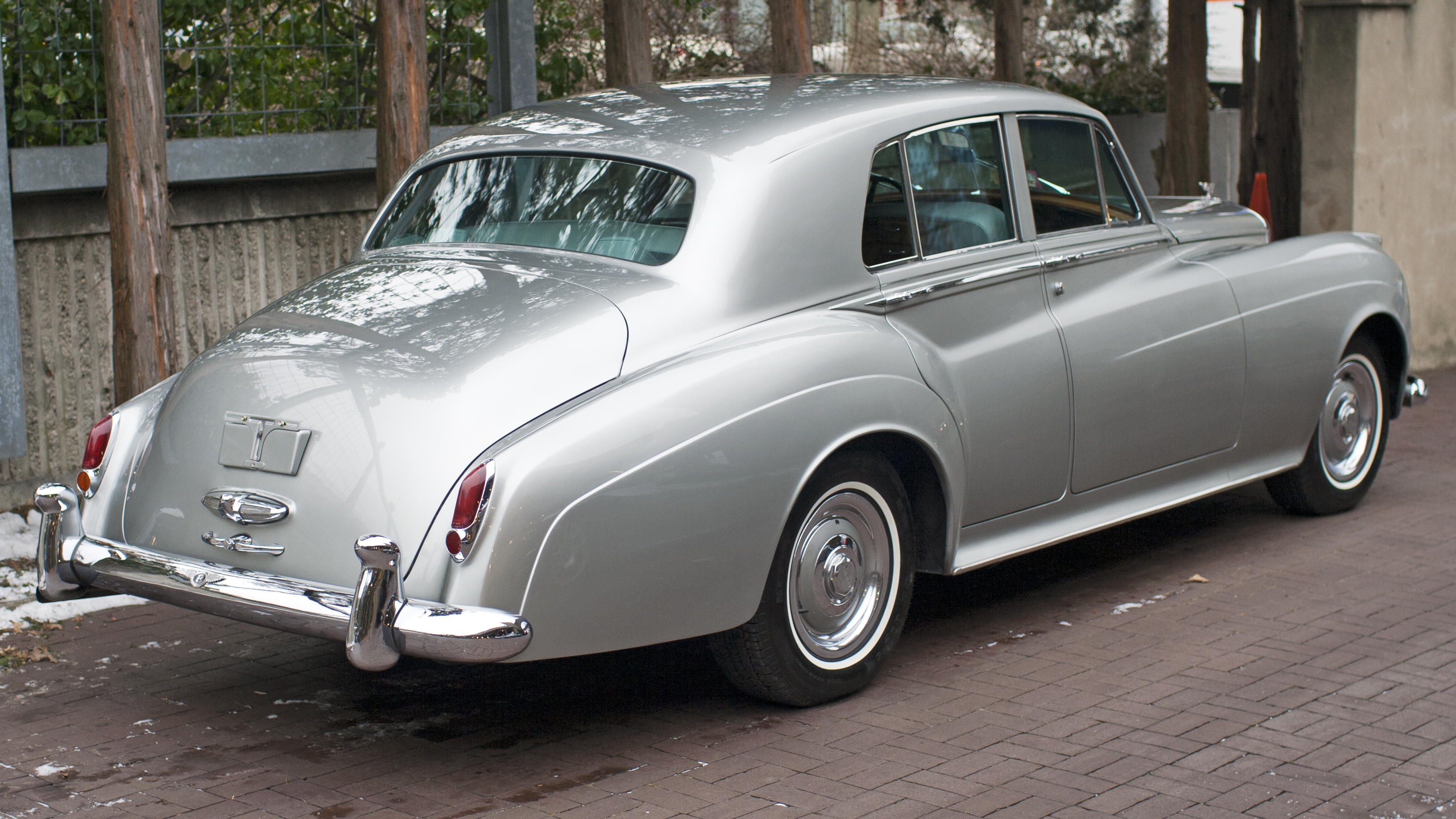
S2

1959年秋に変更を受けベントレーS2となった。
最大の変更点であるエンジンは全アルミニウム製のV型8気筒OHV、内径φ4.1in=約104.14mm×行程3.6in=約91.44mmで6,230cc、非常に強力かつ柔軟な特性になった。圧縮比は8。スキナーズ・ユニオン製自動チョーク付きツインキャブレターHD6を装備した。出力は「充分」（Enough ）としか発表されないが車載200HP前後との推定がある。
ただしボディには特に変更はなく、冷房機の組み込みを前提に換気装置が設計され直した程度である。重量は標準サルーンで2,069kgに増え、ファイナルは3.08に引き上げられたため、最高速度は185km/h、SS¼マイル18.2秒、0-100mph38.5秒に向上した。
生産台数は1,865台でコーチビルド仕様はスタンダードサルーンをベースにH・J・ミュリナーがドロップヘッドクーペに改造した15台のみであった。ロングホイールベース仕様は57台で、コーチビルド仕様はジェームズ・ヤング製4ドアサルーン5台のみである。S2コンチネンタルは388台で、うちH・J・ミュリナー製クーペとフライングスパーサルーンが合わせて211台、パークウォード製ドロップヘッドクーペが125台、ジェームズ・ヤング製4ドアスポーツサルーン41台、ベントレーにとり最後のフーパー製ボディとなったライトウェイトサルーン1台であった。

## ベントレーS3

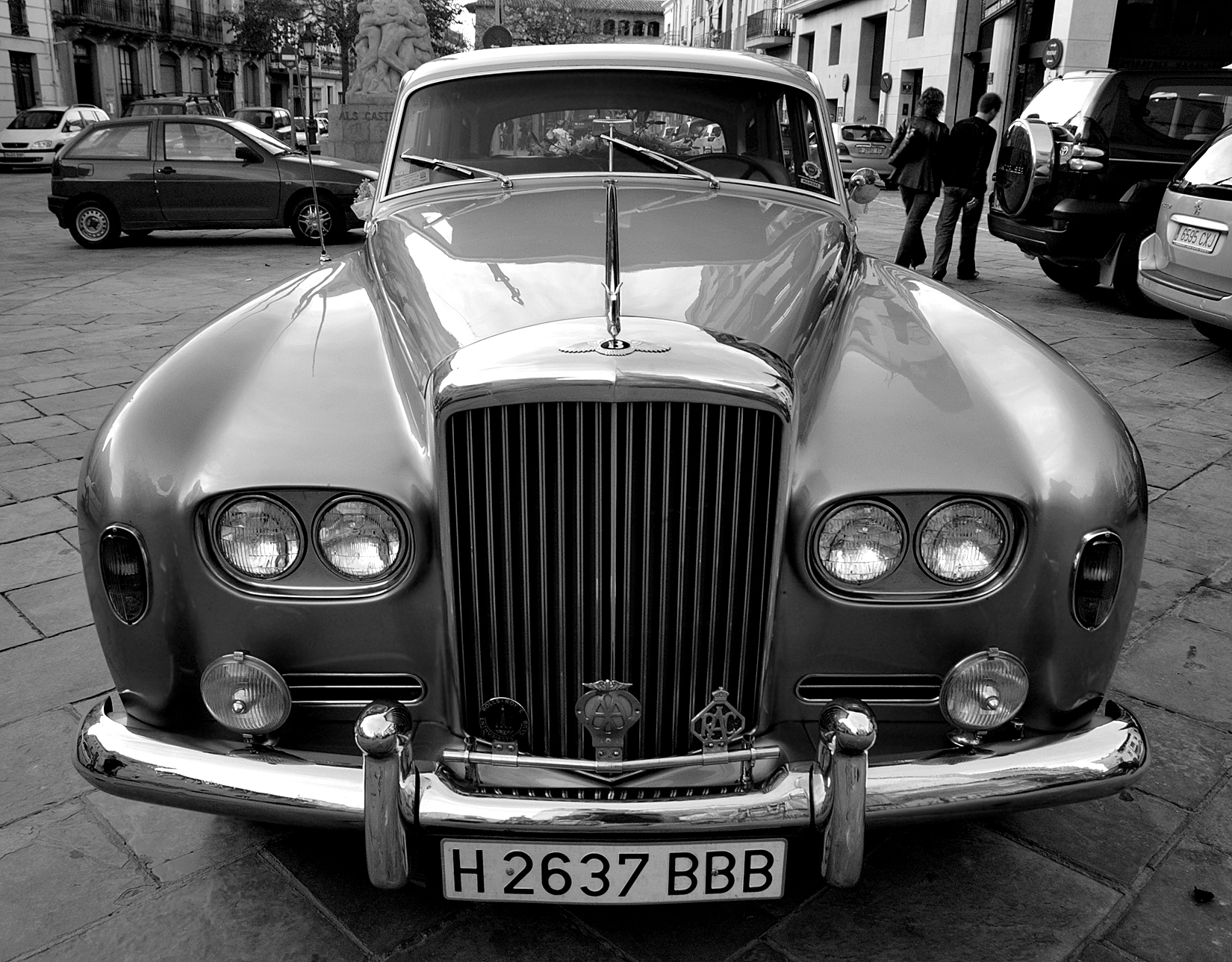
S3

1962年、主にボディが変更されS3となった。メカニカルな部分の変更は真空進角ディストリビューターを採用、100オクタンのハイオクガソリンを前提とし圧縮比は9に上げられ、キャブレターが2inのHD8に大径化され、パワーステアリングが改良された。この結果7％出力が向上したとされ、すなわち前型が200hpとすれば214hpである。これに対応するためクランクシャフトは窒化処理され、ガジョンピンが大径化された。臭気の漏れを防ぐため密閉ダクトで吸気に還流させるクランクケースベンチレーションを装備した。

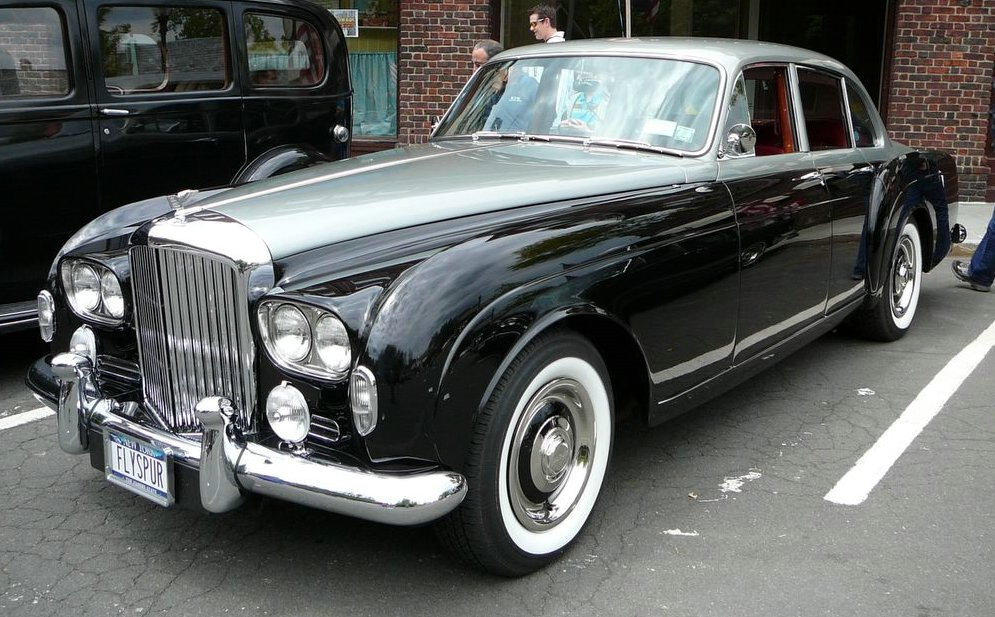
S3・コンチネンタルフライングスパー

ボディには大きな変更が加えられており、ヘッドライトは4灯式が採用され、ラジエターグリルは小型化され（1½in低くされた）、フロントフェンダーもデザインが変更されている。方向指示器と車幅灯が組み込まれたフロントフェンダーのデザインは、後継車種にも引き継がれた。
出力向上で最高速度は188km/h、SS¼マイル17.7秒、0-100mph34秒に向上した。
生産台数は1,286台で、うちH・J・ミュリナー・パークウォード製カブリオレが1台。ロングホイールベース仕様は32台で、うちジェームズ・ヤング製フォーマルサルーン7台。S3コンチネンタル312台。後継はTシリーズ。